# Naruto
För andra betydelser, se Naruto (olika betydelser).
Naruto (ナルト) är en manga, skapad av Masashi Kishimoto, som senare har fått en animeadaption. Mangan publicerades först i Japan av förlaget Shueisha 1999 i det 43:e numret av den japanska versionen av Shonen Jump. Serien avslutades efter Shonen Jumps 10 november-nummer 2014.
Svenska Manga Media publicerade en översättning från engelska[källa behövs] i den svenska versionen av Shonen Jump. Den gavs ut i album av Bonnier Carlsen fram till sommaren 2013, eventuellt bara till 2012). 38 volymer hann översättas till svenska innan översättningen lades ner på grund av sjunkande försäljningssiffror.
I oktober 2002 började Naruto sändas som anime på kanalen TV Tokyo med ett avsnitt varje torsdag. Animeserien produceras av Studio Pierrot, med regi av Hayato Date och karaktärsdesign av Tetsuya Nishio och Hirofumi Suzuki.
Mangan översätts till engelska och säljs i USA av Viz Media sedan juli 2003. Den 15 februari 2005 meddelade Shopro Entertainment att de köpt rättigheterna för distribution av animeserien i Nordamerika. Den började visas på Cartoon Network i USA och Kanada den 10 respektive 16 september 2005.
En uppföljare till Naruto började publiceras 2016, Boruto: Naruto Next Generations.

## Spridning och popularitet
Seriens längd och popularitet är jämförbar med Akira Toriyamas Dragon Ball, en annan populär shōnen-manga. Sedan Naruto skapades har serien fått ett stort antal fansajter som innehåller detaljerad information, guider och aktiva forum. En av de första och mest populära sajterna etablerades kort efter att den första engelska mangavolymen släpptes i augusti år 2003. Precis som många andra manga- och anime-titlar har Naruto också fått ett eget kortspel.
Mangavolym 7 vann ett Quill Award för bästa seriebok i Nordamerika. På TV Asahis topp-100-animeranking oktober 2006 placerade sig Naruto som nummer 17.

## Handling
Naruto handlar om Uzumaki Naruto, en ninja som strävar efter titeln "eldskugga" (byns främsta ninja och ledare). Tolv år före historiens början attackerade en demonräv (Kyuubi, som betyder "Nio svansar") byn där huvudpersonerna är bosatta, Lövgömman. Räven härjade och dödade många människor, ända tills Minato Namikaze, den fjärde eldskuggan, förseglade räven inuti ett nyfött barn; Uzumaki Naruto. Namikaze ville att byborna skulle se Naruto som en hjälte, men på grund av vad demonräven hade gjort såg många av invånarna i Lövgömman Naruto och räven som en och samma. Hiruzen Sarutobi, den tredje eldskuggan, såg till att ingen yttrade ett ord om vad som hade hänt för att förhindra att nästa generation skulle få reda på det, och därför fick Naruto själv inte reda på det förrän vid tolv års ålder. Senare blir han en lågninja och är en del av ett tremannalag bestående av Haruno Sakura, Uchiha Sasuke och deras ledare, högninjan Hatake Kakashi. Tillsammans möter de många utmaningar, skaffar vänner, stöter på farliga fiender och försöker samtidigt stå ut med varandra.

## Media
Naruto finns bland annat som manga, anime, spelfilm, lättromaner och samlarkortspel. Alla animeavsnitt har även släppts på DVD.

## Datorspel
Det har kommit flera datorspel baserade på Naruto. Några spel är Naruto: Rise of a Ninja och Naruto: Ultimate Ninja Storm.

## Källhänvisningar
1. 1 2  Ordbilder Media (2014-10-09): "Ett av den japanska mangaindustrins flaggskepp har nått sitt slut". Arkiverad 19 oktober 2014 hämtat från the Wayback Machine. Mynewsdesk.com. Läst 9 oktober 2014.
2. ↑  ”Nominees for the Graphic Novel category - The Quills - MSNBC.com”. Arkiverad från originalet den 17 maj 2007. https://web.archive.org/web/20070517140154/http://www.msnbc.msn.com/id/13737567/.
3. ↑  ”Japan's Favorite TV Anime - News - Anime News Network”. http://www.animenewsnetwork.com/news/2006-10-13/japan's-favorite-tv-anime.